# First Lord of the Admiralty
 Denne artikel bør gennemlæses af en person med fagkendskab for at sikre den faglige korrekthed.

Marineministeren (engelsk: The First Lord of the Admiralty) var leder af det engelske, senere britiske, marineministerium (The Admiralty). Ministeriet blev en del af det britiske forsvarsministerium i 1964. 

## Ministerens titel
Marineministerens titel var Første admiralitets lord (First Lord of the Admiralty).
Før 1709 havde man også titlen Lord High Admiral (storadmiral). Denne titel har senere været reserveret for kongen eller den regerende dronning.
Der er dog to undtagelser. I 1827 – 1828 havde tronfølgeren (den senere kong Vilhelm 4. af Storbritannien) titlen. I 2011 fyldte Prins Philip, hertug af Edinburgh 90 år, og Elizabeth 2. af Storbritannien udnævnte ham til Lord High Admiral of the United Kingdom.

## Civile ministre
Storbritannien havde civile marineministre mellem 1806 og 1964. Ministeren blev bistået af en First Sea Lord, der en søofficer. Ministeren var formand for en kommission (The Lords Commissioners of the Admiralty). Kommissionen havde både militære og civile medlemmer. 

## Første admiralitets lorder fra England
Denne liste er ufuldstændig; hjælp gerne med at udfylde den.
- 1471 – 1483: Hertugen af Gloucester (senere Richard 3. af England)
- 1619 – 1628: George Villiers, 1. hertug af Buckingham
- 1660 – 1673 og 1685 – 1688: Hertugen af York og Albany (senere kong Jakob 2. af England)
- 1689: Vilhelm 3. af England
- 1702 – 1708: Prins Jørgen af Danmark

## Første admiralitets lorder fra Det Forenede Kongerige
Denne liste er ufuldstændig; hjælp gerne med at udfylde den.
- 1827 – 1828: Hertugen af Clarence og St. Andrews (senere kong Vilhelm 4. af Storbritannien)
- 1834, 1835 og 1846–1849: George Eden, 1. jarl af Auckland
- 1846: Edward Law, 1. jarl af Ellenborough
- 1911–1915 og 1939–1940: Winston Churchill
- 1915 – 1916: Arthur Balfour
- august – november 1931: Austen Chamberlain (var også civilt medlem af Lords Commissioners of the Admiralty i 1895–1900)
- 1936 – 1937: Samuel Hoare
- 1959 – 1963: Peter Carington